# Sarah Hoadly
Pour les articles homonymes, voir Hoadly.
Sarah Hoadly (1676-1743), est une portraitiste britannique. 

## Biographie

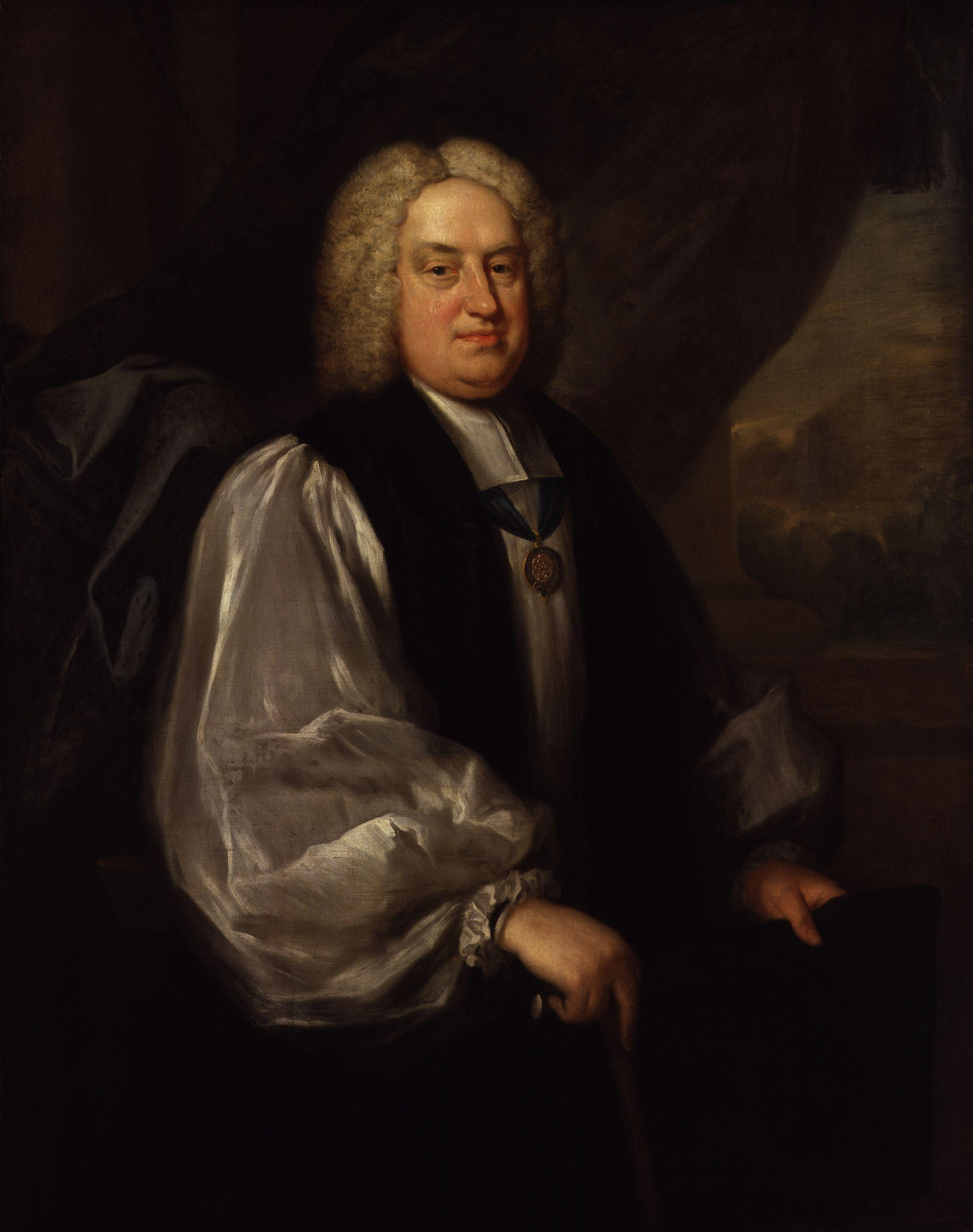
Portrait de Benjamin Hoadly (1676-1761) par Sarah Hoadly, National Portrait Gallery, Londres, vers 1726-1743

Sarah Curtis naît vers 1676, peu d'éléments de sa vie avant son mariage sont connus. Son fils John Hoadly indique qu'elle est née « à Pontefract, dans le Yorkshire », six mois avant son mari l'évêque Benjamin Hoadly qui est né le 14 novembre 1676, mais le registre d'état-civil de Pontefract ne mentionne pas sa naissance. Par ailleurs, nulle mention de son origine familiale et de son arrivée à Londres n'est faite.

## Carrière artistique
Elle est l'élève de Mary Beale dans le studio de celle-ci à Pall Mall, durant sept ans avant la mort de celle-ci. Dès avant son mariage, elle se forge une réputation de portraitiste, bien qu'aucune œuvre de cette période ne soit conservée. 
Curtis rencontre Benjamin Hoadly par l'intermédiaire des sœurs de celui-ci. Le couple se marie à St. James's, Piccadilly, le 30 mai 1701. Ils ont cinq fils, deux jumeaux mort-nés (vers 1702), puis Samuel (vers 1704), mort jeune, le médecin et dramaturge Benjamin Hoadly né en 1706, et l'auteur dramatique John Hoadly (en) (1711). La famille vit à Bangor, Hereford, Salisbury puis Winchester. Son époux est nommé évêque. Sarah Hoadly continue à peindre durant les vingt-cinq années qui suivent son mariage. Elle réalise des portraits de Richard Ducane, directeur de la banque d'Angleterre, et de William Whiston. Son portrait de Gilbert Burnet, disparu, est connu par une gravure réalisée en 1723 par George Vertue. Son portrait de Burnet est gravé par William Faithorne le Jeune. Le portrait de son mari, qui est « comme on le croit retouchée par Hogarth », se trouve à la National Portrait Gallery,. La plupart de ses modèles sont des hommes d'Église. Plusieurs de ses peintures sont dans les collections nationales du Royaume-Uni.
Elle meurt le 11 janvier 1743,.